# Miroclytus brunneipennis
Miroclytus brunneipennis är en skalbaggsart som beskrevs av Aurivillius 1910. Miroclytus brunneipennis ingår i släktet Miroclytus och familjen långhorningar.
Artens utbredningsområde är Madagaskar. Inga underarter finns listade i Catalogue of Life.